# Єдиненіє
Єдине́ніє (рос. Единение) — село у складі Олов'яннинського району Забайкальського краю, Росія. Адміністративний центр Єдиненського сільського поселення.

## Населення
Населення — 480 осіб (2010; 621 у 2002).
Національний склад (станом на 2002 рік):
- росіяни — 91 %